# Zdymadlo a vodní elektrárna Brandýs nad Labem
Zdymadlo a vodní elektrárna Brandýs nad Labem je vodní dopravní stavba v úseku Střední Labe řeky Labe, která je ve správě státního podniku Povodí Labe. Nachází se na říčním kilometru 865,080 Evropské kilometráže (s nulou při ústí Labe do Severního moře), resp. na říčním kilometru 27,878 podle staré kilometráže, uprostřed souměstí Brandýs nad Labem a Stará Boleslav. Předchozí plavební stupeň je Zdymadlo Kostelec nad Labem, následující plavební stupeň je Zdymadlo Čelákovice.

## Historie
Výstavba jezu a plavební komory byla realizována podle plánů na splavnění Labsko-vltavské vodní cesty (LVVC). Hlavními důvody regulace bylo zabezpečení plavebních podmínek (hloubky) a ochrana proti povodním v místech, která přiléhají k řece. Dalším účelem bylo využití vodní energie v přilehlé vodní elektrárně a zajištění odběru vody pro průmysl a zemědělství (odběry podle příslušných povolení) a využití jezové zdrže pro rekreační účely. Ve třetí etapě v letech 1931–1939 probíhala výstavba zdymadla a jezu v Brandýse nad Labem na místě, kde stál původně pevný jez staropražského typu. Autorem funkcionalistického projektu byl Kamil Roškot. Stavební práce byly zahájeny v roce 1930 a ukončeny v březnu 1936.

## Hlavní stavby
Hlavními objekty zdymadla Brandýs nad Labem jsou: pohyblivý jez, malá vodní elektrárna (MVE), plavební komora, rybí přechod a mlýnský náhon. Délka zdrže je 7,122 km s celkovým objemem 1,85 miliónů m³. Vzdutá hladina je udržována v nadmořské výšce 168,89 m. Na výstavbě se podílela firma Kapsa a Müller.

### Jez

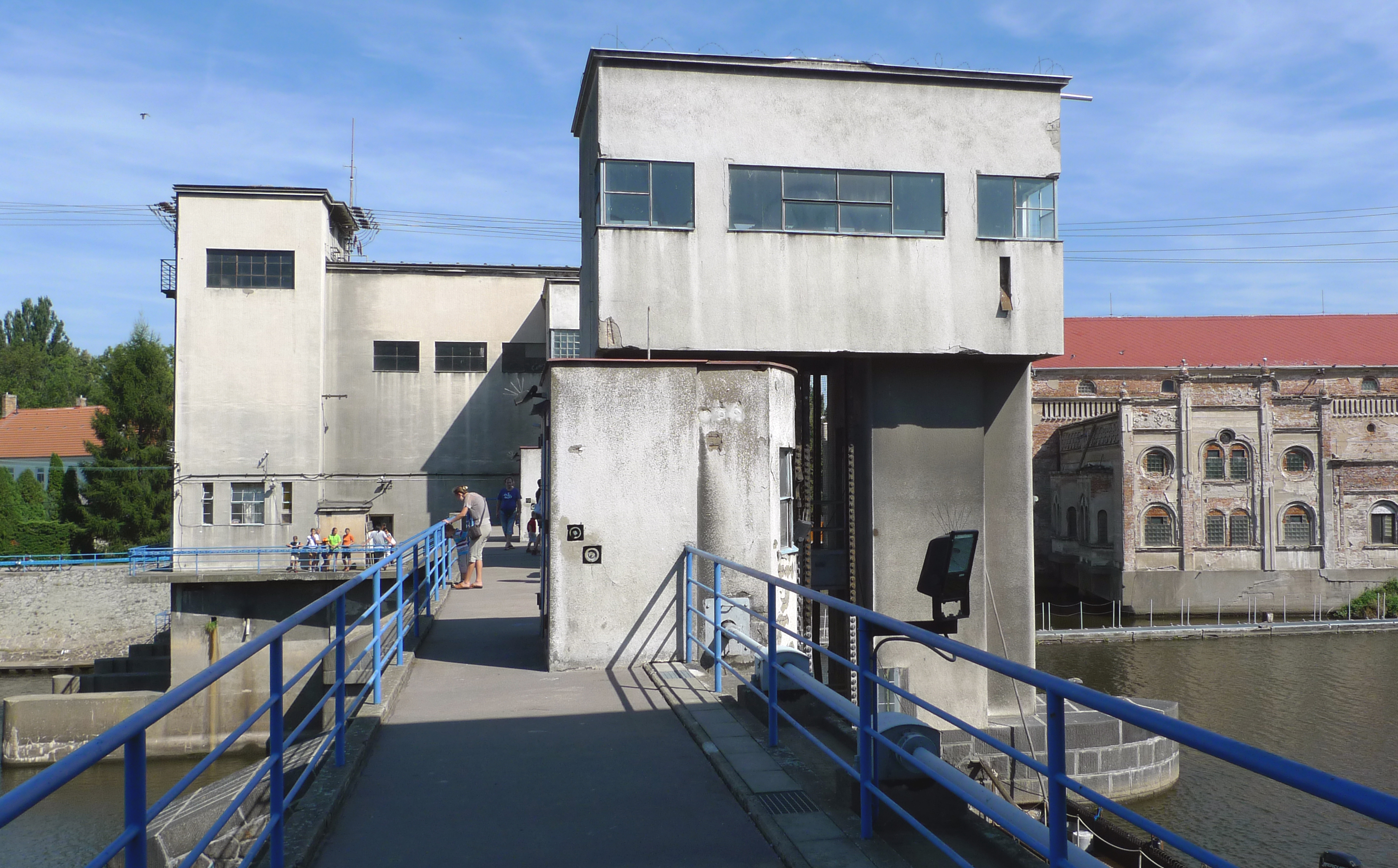
Pohled z jezu k elektrárně (2012)

Pod jezem a plavební komorou je štěrkové podloží, takže oba objekty byly založeny na pilotách. Do podloží byly zaberaněny ocelové štětovnice, které vytváří stěnu chránící základy stavby proti škodlivým průsakům. Štětovnice jsou zaberaněny až do skály v hloubce čtyři metry pod úrovní základového zdiva. Jez je postaven kolmo k ose toku. Tři jezová pole o světlosti 23 m jsou oddělena pilíři o délce 18 m a šířce 3,60 m. Jezová pole jsou hrazená zdvižnými stavidly se dvěma hlavními nosníky, kolovými podvozky a nasazenými klapkami s hradicí výškou 4,2 m. Stavidla jsou zavěšena na Gallových řetězech. Pohybovací mechanismy jsou v každém poli ovládány ze strojovny umístěné na pravém pilíři, od něhož se pohyb synchronně převádí do strojoven uzávěrů. Hmotnost jedné hradicí konstrukce je 149 t, zvedacích mechanismů 63 t. Jezová lávka sloužila jako veřejný přechod přes Labe do března 2013. Výška jezu je 3,65 m.

### Zdymadlo

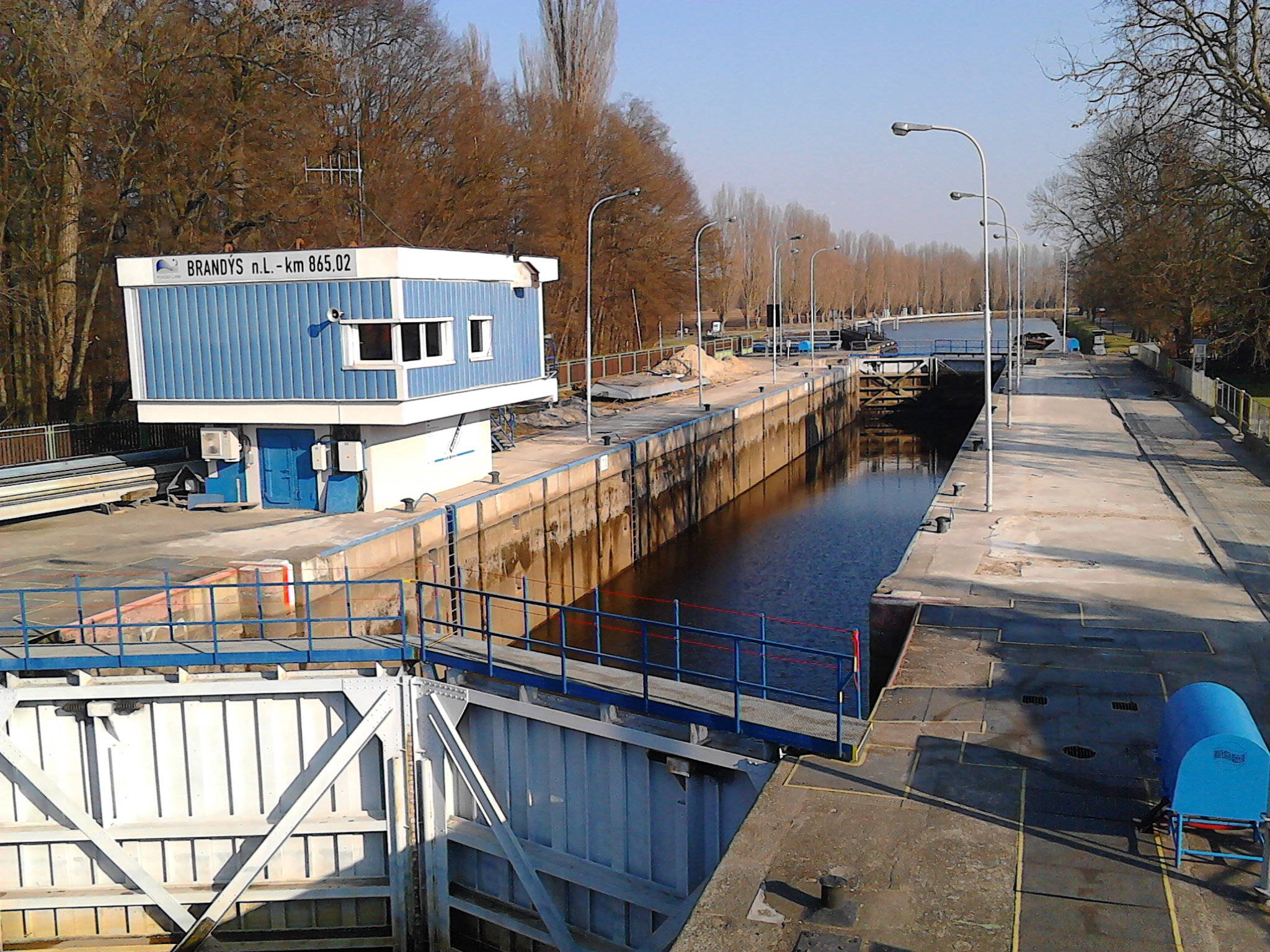
Plavební komora (2015)

Jednolodní plavební komora je umístěna na samostatném plavebním kanálu, který je tak rozdělen na dvě části. Horní plavební kanál měří 870 m, dolní plavební kanál má délku 330 m. Profil kanálů je lichoběžníkový se šířkou hladiny cca 45 m (max.) u horního a cca 40 m (max.) u dolního kanálu.
Plavební komora má délku 85 m, šířku 12 m a hloubku tři metry. Uzavírání a otevření plavební komory zabezpečují ocelová vzpěrná vrata osazena v horním a dolním ohlaví. Plnění a prázdnění komory umožňují dva boční obtoky zaklenutého tvaru o rozměrech 1,60 × 2,20 m se spustnými uzávěry. Pohyb obou vrat a stavidel dlouhých otoků zabezpečují hydromotory ovládané z velínu komory. V letech 1974–1976 byla provedena celková rekonstrukce plavební komory a stavba velínu polskou firmou Navga SPELWAR.

### Elektrárna

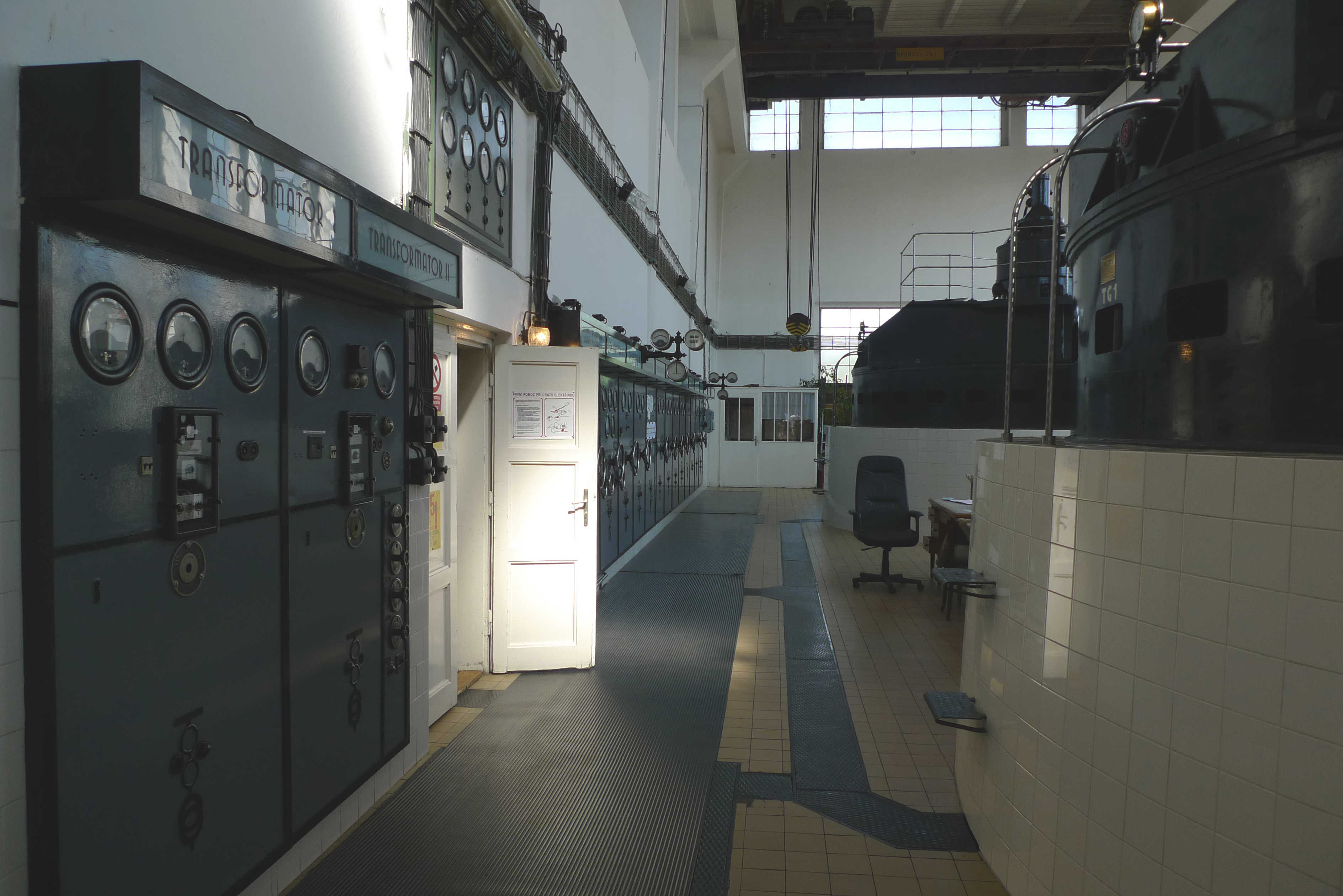
Zařízení elektrárny (2012)

Na pravém břehu v sousedství jezu je umístěna vodní elektrárna uvedená do provozu v roce 1934. Stavbu provedl mlynář Antonín Šorel a instaloval v ní dvě Kaplanovy turbíny. K provozování vznikla veřejná obchodní společnost Šorel-Schubert, labská vodní elektrárna v Brandýse nad Labem. V roce 1945 byla elektrárna znárodněna a v restituci (1990) nebyla vrácena.
Na vtoku je dřevěná norná stěna s obslužnou lávkou a hrubými česly. V kašnách strojovny byly umístěny dvě Francisovy turbíny s celkovým výkonem 1,98 MW. Hltnost turbín je 54 m³/s, se spádem 3,8 m. Minimální spád potřebný pro chod turbín byl 1,2 m. V roce 2017 byla provedena rekonstrukce elektrárny firmou ČKD Blansko Engineering. Byla provedena výměna celého soustrojí. Nově byly instalovány dvě Kaplanovy turbíny s celkovým výkonem 1,98 MW při průtoku 90 m³/s a spádem 3,5 m. Jalová výpust široká 1,5 m je umístěna v pravé spodní části elektrárny. Provozovatel je Energo-pro Czech.

### Rybí přechod
Komůrkový rybí přechod se nachází v blízkosti levého jezového pilíře. Je dlouhý 19 m a široký 1,2 m.

### Vodní náhon
Vtok do bývalého náhonu na levé straně řeky o délce 185 m je hrazen dvěma dřevěnými stavidly, které se ovládají ručně. Náhon vede pod kamenným mostem z roku 1603 do Podzámeckého mlýna.
Na odtokovém kanálu Podzámeckého mlýna byla postavena v roce 1979 umělá slalomová dráha v délce 330 m. Je na ni rozcvičovací bazén (50 m), surfová vlna, slalomová dráha (250 m) a vratný kanál.